# Tanbang (métro de Daejeon)
Tanbang (hangeul : 탄방 ; hanja : 炭坊), est une station de passage de la ligne 1 du métro de Daejeon. Elle est située au 19 Munjeong-ro, 48 beon-gil, quartier Tanbang-dong dans l'arrondissement Seo-gu de la ville de Daejeon en Corée du Sud.
Ouverte en 2006, la station est desservie par les rames qui circulent sur la ligne (service omnibus)

## Situation sur le réseau

Plan du réseau (2017)

La station établie en souterrain Tanbang est une station de passage de la Ligne 1 du métro de Daejeon : elle est située entre la station City Hall, en direction du terminus nord-ouest Banseok, et la station Yongmun, en direction du terminus sud-est Panam,.

## Histoire
La station Tanbang est mise en service le 16 mars 2006, lors de l'ouverture à l'exploitation de la première section de la ligne 1 du métro de Daejeon entre Panam et Government Complex, Daejeon,.

## Services aux voyageurs

### Accès et accueil
La station est située au 19 Munjeong-ro, 48 beon-gil, dans le quartier Tanbang-dong. Cinq bouches, numérotées de 1 à 5 font le lien entre la surface et les niveaux en sous-sol, deux niveaux, par l'intermédiaire d'escaliers, d'escaliers mécaniques (3) et d'ascenseurs (3). Comme toutes les stations elle dispose d'une billetterie avec des automates distincts selon le service. La station est accessible aux personnes à la mobilité réduite.

### Desserte
Tanbang est desservie par les rames qui circulent sur la ligne 1 (service omnibus). Les quais sont équipés de portes palières.

Installations
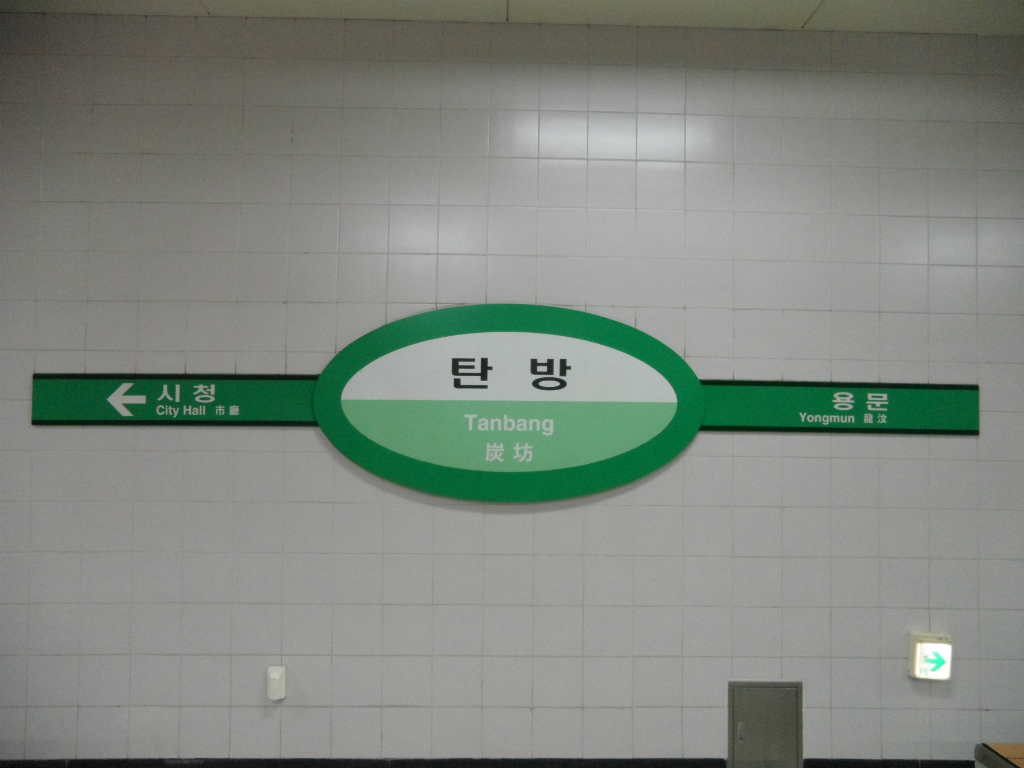
En 2013.
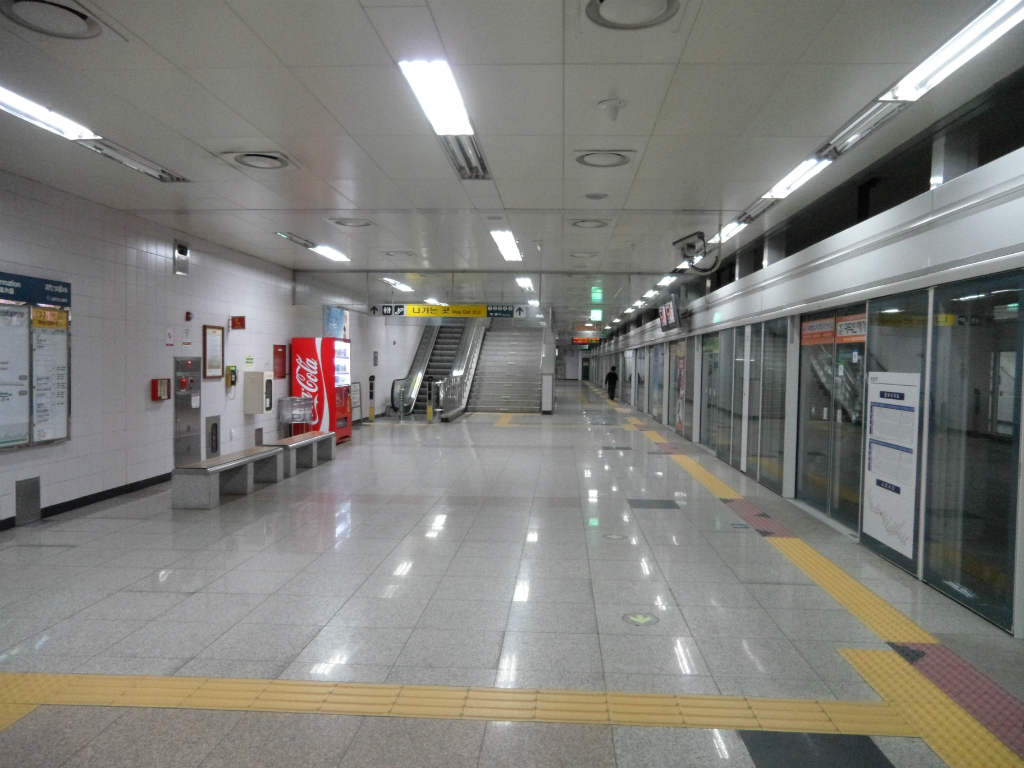
En 2013.

### Intermodalité
La station dispose d'un local à vélos. Des arrêts de bus sont situés à proximité.